# Les Espaces et les Sentiments
 (novembre 2013).
Si vous disposez d'ouvrages ou d'articles de référence ou si vous connaissez des sites web de qualité traitant du thème abordé ici, merci de compléter l'article en donnant les références utiles à sa vérifiabilité et en les liant à la section « Notes et références ».
Singles de Vanessa Paradis
Love Song 
 (mars 2013) Mi amor 
 (octobre 2013)
Pistes de Love Songs
C'est quoi Prends garde à moi
Les Espaces et les Sentiments est le 31e single de Vanessa Paradis. Il est écrit et composé par François Villevieille du groupe français Éléphant.
La chanson est lancée en radio le 24 juin 2013 et disponible en téléchargement légal. Il s'agit du second extrait de l'album Love Songs.
La photo de la pochette du single est réalisée par le photographe Karim Sadli.

## Versions
Vanessa Paradis interprète ce titre lors du Love Songs Tour 2013/2014, ainsi que sur la scène de l'émission télévisée Le Grand Journal sur Canal+ le 29 octobre 2013.
Le groupe Éléphant, dont l'un des membres, François Villevieille, a créé cette chanson, la reprend lors des premières parties des concerts de Julien Doré en 2014.

## Le clip
Le clip de la chanson, réalisé par Karim Sadli, est diffusé à partir de juillet 2013. Il a été tourné en noir en blanc dans un décor de désert espagnol avec Jérémie Belingard, danseur étoile à l’Opéra de Paris .